# Duguetia sancticaroli
Duguetia sancticaroli är en kirimojaväxtart som beskrevs av Paulus Johannes Maria Maas. Duguetia sancticaroli ingår i släktet Duguetia och familjen kirimojaväxter. Inga underarter finns listade i Catalogue of Life.